# Saunstein
Saunstein ist ein Gemeindeteil des Marktes Schönberg im niederbayerischen Landkreis Freyung-Grafenau.

## Lage
Der Weiler Saunstein liegt etwa zwei Kilometer nordwestlich von Schönberg unweit der Bundesstraße 85/Bundesstraße 533.

## Geschichte
In der 1223 erwähnten, von den Herren von Saunstein auf der Spitze des Koxberges erbauten Burg Schauenstein, besaßen die Passauer Bischöfe einen Dienstmannensitz. Die Burg verschwand bereits in der zweiten Hälfte des 13. Jahrhunderts. Überreste der Burg blieben bis zu der Ausweitung des Steinbruches am Koxberg erhalten.
Im ältesten im Original erhalten gebliebenen Marktprivileg für Schönberg bestätigte Herzog Maximilian 1608 den Burgfrieden sowie das Burgholz „zwischen Rafenriedl und Saunstein“.
Der Ortsname Saunstein bezieht sich im offiziellen Sprachgebrauch lediglich auf einen Bauernhof in der Nähe der einstigen Burg. Südwestlich davon wurde 1933/1934 an der damaligen Einmündung der von Spiegelau kommenden Straße in die Bundesstraße die sogenannte „Hitler-Siedlung“ mit zwölf Häusern als Wohnsiedlung für Arbeiter angelegt. Die Maßnahme wurde vom Markt Schönberg getragen und mit Darlehen der Deutschen Bau- und Bodenbank finanziert. 1937 wurde der Bestand der regelmäßig angelegten Siedlung durch zwei nicht mehr vorhandene Häuser im Gebirgsstil ergänzt.
An der Form und Anordnung der übrigen Gebäude gab es nur wenig Veränderungen. Die Siedlung selbst ist jetzt ohne Namen. Der westliche Abschnitt heißt „Regener Straße“, der östliche größere „Ortsstraße an der Scheiben“.

## Industriegebiet Saunstein
Nördlich der Siedlung liegt das Industriegebiet Saunstein mit dem Schotterbruch der Firma Thiele Granit. Im Steinbruch steht den Schönbergern auch eine Natureisbahn zur Verfügung. 1986 entstand nahebei die Niederlassung der 1976 in Schönberg gegründeten S+S Separation and Sorting Technology GmbH, die weltweit führend bei der Entwicklung und Herstellung von Detektions-, Separations- und Sortiersystemen ist. Weitere im Industriegebiet Saunstein anwesende Firmen sind die Bolta Industrie- u. Bauprofile GmbH und die Bayerische Asphaltmischwerke GmbH & Co. KG.